# Tommy Lynn Sells
Tommy Lynn Sells, född 28 juni 1964 i Oakland, Kalifornien, död 3 april 2014 i Huntsville, Texas, var en amerikansk seriemördare. Han erkände närmare 70 mord, främst i den amerikanska Södern, och dömdes till döden för mord och mordförsök. Berörda myndigheter uppskattar att han mördat fler än tio personer, ett motiv att ta på sig fler mord kan ha varit att uppskjuta dödsstraffet.

## Barndom
Sells och hans tvillingsyster, Tammy Jean, drabbades av hjärnhinneinflammation när de var 18 månader gamla. Även om Sells genomled hög feber överlevde han. Hans syster däremot dog av inflammationen. Kort därefter skickades Sells iväg tills sin moster/faster Bonnie Woodall i Holcomb, Missouri för att bo med henne. Han bodde kvar tills han var fem år gammal.
När Sells var åtta år gammal började han umgås med en man som hette Willis Clark, en man som kom från en grannstad. Clark skulle senare bli misstänkt för sexuellt utnyttjande av barn. 
Sells började resa för att hitta arbete. Eftersom han var hemlös liftade han, tjuvåkte tåg och eller en stulen bil. Han tog tillfälliga jobb, begick brott och tiggde.

## Morden
Sells påstod själv att han begick sitt första mord då han var 16 år. Hans offer ska ha varit en man som utförde oralsex på en ung pojke.
I juli 1985, då han var 21 år gammal, jobbade han på en karneval i Forsyth, Missouri. Där träffade han Ena Cordt, 35, som hade tagit med sig sin 4-årige son till karnevalen som en belöning. Cordt attraherades av Sells och bjöd med honom hem samma kväll. Enligt Sells så hade han sex med Cordt men vaknade på natten och såg henne stjäla ur hans ryggsäck. Han greppade hennes sons brännbollsträ och slog ihjäl henne. Han mördade också hennes son för att undvika vittnen. De två svårt sargade kropparna hittades tre dagar senare, då Tommy Lynn Sells hade hunnit dra vidare.
1997 blev 10-årige Joel Kirkpatrick, son till Julie Rea Harper mördad. Hans mamma blev dömd men domen överklagades. Hennes familj sade till polisen att Sells hade brutit sig in i deras hem och dödat Kirkpatrick eftersom hans mamma hade varit oförskämd mot Sells tidigare på kvällen vid en livsmedelsaffär.
Sen, år 2002, korresponderade författaren Diane Fanning med Sells. I ett brev till Fanning erkände Sells att han mördat Kirkpatrick. Fannings vittnesmål hjälpte Harper till en ny rättegång och till slut ett frikännande.
 Fanning's resulting book, Through the Window, details Sells' cross-country crime spree.
Sells är också misstänkt för att vara förövaren i följande brott:
- Mordet på Suzanne Korcz i New York i maj 1987.
- Mordet i november 1987 på familjen Dardeen i Illinois.[9]
- Mordet på Melissa Tremblay (11 år) i Lawrence, Massachusetts i september 1988.
- Mordet på en kollega i Texas i april 1998.
- Mordet på Katy Harris i Texas 1999.[10]
- Det sexuella övergreppet och mordet på barnet Hailey McComb i Lexington, Kentucky. [11]

## Arresteringar och bekännelser
Sells har påstått att han mördat uppåt 70 personer i en intervju med Dr. Micheal H. Stone, kriminalpsykolog och beteendevetare från Columbia University, i Discovery Channel’s ”Most Evil”.
Den 31 december 1999 i Guajia Bay i västra Del Rio, Texas mördade Sells 13-åriga Kaylene ”Katy” Harris genom att knivhugga henne 16 gånger. Han skar sedan halsen av 10-åriga Krystal Surles som befann sig i samma rum och hade bevittnat överfallet. Surles överlevde och fick hjälp av grannar. Till slut blev Sells anhållen med hjälp av en skiss utifrån Surles beskrivning.
Tommy Lynn Sells satt på ”death row” nära Livingston, Texas i väntan på avrättning. Sells klassades som en av de mest våldsamma och farliga förövarna i Texas. Han avrättades den 3 april 2014.